# Saint-Pierre, Cantal
Saint-Pierre är en kommun i departementet Cantal i regionen Auvergne-Rhône-Alpes i mitten av Frankrike. Kommunen ligger  i kantonen Saignes som ligger i arrondissementet Mauriac. År 2022 hade Saint-Pierre 146 invånare.

## Befolkningsutveckling
Antalet invånare i kommunen Saint-Pierre
Referens:INSEE